# Erick Toussaint
Glandas Marie Erick Toussaint (* 19. Mai 1965 in Grande Savane) ist ein haitianischer Geistlicher und römisch-katholischer Bischof von Jacmel.

## Leben
Der Weihbischof in Port-au-Prince, Joseph Lafontant, weihte ihn am 13. November 1994 zum Priester. Er war Pfarrer der Pfarrei Immaculée Conception in Fond-Baptiste im Erzbistum Port-au-Prince.
Papst Benedikt XVI. ernannte ihn am 12. Januar 2011 zum Weihbischof in Port-au-Prince und Titularbischof von Senez. Der Weihbischof in Port-au-Prince, Joseph Lafontant, spendete ihm am 26. März desselben Jahres die Bischofsweihe; Mitkonsekratoren waren Guire Poulard, Erzbischof von Port-au-Prince, und Erzbischof Bernardito Cleopas Auza, Apostolischer Nuntius in Haiti.
Am 8. Dezember 2018 ernannte ihn Papst Franziskus zum Bischof von Jacmel.